# Steatogenys elegans
Steatogenys elegans är en fiskart som först beskrevs av Franz Steindachner, 1880.  Steatogenys elegans ingår i släktet Steatogenys och familjen Hypopomidae. IUCN kategoriserar arten globalt som livskraftig. Inga underarter finns listade i Catalogue of Life.